# Frank királyok listája
A Frank Birodalom uralkodói két dinasztiából kerültek ki: a Merovingok (ők alapították a birodalmat) és az őket követő Karolingok családjából. A királyok sora nehezen áttekinthető, mivel – a germán jog gyakorlatának megfelelően – az országot vezetőjének halála után fiai gyakran felosztották egymás között. Részletesebb leírásért lásd a Frank Birodalom cikket.

## Az egységes Meroving Frank Királyság (428–511)
| Portré                  | Uralkodó                                    | Uralkodott | Megjegyzés                      |
| ----------------------- | ------------------------------------------- | ---------- | ------------------------------- |
| A Meroving-ház királyai |                                             |            |                                 |
|                         | Chlodion * kb. 392 † 448                    | 428 – 448  | Az első ismeretes frank király. |
|                         | Merovech * kb. 411 † 457 júliusa            | 448 – 457  | Chlodion fia.                   |
|                         | I. Childerich * kb. 437 † 481. december 26. | 457 – 482  | Merovech fia.                   |
|                         | I. Klodvig * 466 † 511. november 27.        | 482 – 511  | I. Childerich fia.              |

- 511-es halála előtt I. Klodvig felosztotta az országát 4 fia között.

## A Meroving Frank Királyság első felosztása (511–561)
- Félkövér számmal az egyes uralkodók eredeti országrésze van jelölve.

| Uralkodó                | Reims     | Orléans              | Lutetia   | Soissons  | Megjegyzés         |
| ----------------------- | --------- | -------------------- | --------- | --------- | ------------------ |
| A Meroving-ház királyai |           |                      |           |           |                    |
| I. Theuderik            | 511 – 533 |                      | –         | –         | I. Klodvig fia.    |
| Chlodomer               | –         | 511 – 524 felosztják | –         | –         | I. Klodvig fia.    |
| I. Childebert           | –         |                      | 511 – 558 | –         | I. Klodvig fia.    |
| I. Chlothar             | 555 – 561 |                      | 558 – 561 | 511 – 561 | I. Klodvig fia.    |
| I. Theudebert           | 533 – 547 |                      | –         | –         | I. Theuderich fia. |
| Theudebald              | 547 – 555 |                      | –         | –         | I. Theudebert fia. |

- 558-ra I. Chlothar egyesítette ugyan a területeket, de 561-ben bekövetkezett halála után újra felosztották azokat.

## A Meroving Frank Királyság második felosztása (561–639)
- Félkövér számmal az egyes uralkodók eredeti országrésze van jelölve.

| Uralkodó                | Párizs               | Burgundia | Austrasia | Neustria  | Megjegyzés          |
| ----------------------- | -------------------- | --------- | --------- | --------- | ------------------- |
| A Meroving-ház királyai |                      |           |           |           |                     |
| I. Charibert            | 561 – 567 felosztják | –         | –         | –         | I. Chlothar fia.    |
| Guntram                 |                      | 561 – 592 | –         | –         | I. Chlothar fia.    |
| I. Sigebert             |                      | –         | 561 – 575 | –         | I. Chlothar fia.    |
| I. Chilperich           |                      | –         | –         | 561 – 584 | I. Chlothar fia.    |
| II. Childebert          |                      | 592 – 596 | 575 – 596 | –         | I. Sigebert fia.    |
| II. Chlothar            |                      | 613 – 629 | 613 – 629 | 584 – 629 | I. Chilperich fia.  |
| II. Theudebert          |                      | –         | 596 – 612 | –         | II. Childebert fia. |
| II. Theuderich          |                      | 596 – 613 | 612 – 613 | –         | II. Childebert fia. |
| II. Sigebert            |                      | 613       | 613       | –         | II. Theuderich fia. |
| I. Dagobert             |                      | 629 – 639 | 629 – 639 | 629 – 639 | II. Chlothar fia.   |

- 613-ra II. Chlothar ismét egyesítette a területeket, de fia, I. Dagobert 639-ben bekövetkezett halála után újra felosztották azokat.

## A Meroving Frank Királyság harmadik felosztása (639–751)
- Félkövér számmal az egyes uralkodók eredeti országrésze van jelölve.
- Rövid ideig létezett az Aquitániai részkirályság is, melynek 2 uralkodója: II. Charibert (629–632) és (II.) Chilperich (632).

| Uralkodó                      | Austrasia           | Neustria és Burgundia | Megjegyzés              |
| ----------------------------- | ------------------- | --------------------- | ----------------------- |
| A Meroving-ház királyai       |                     |                       |                         |
| III. Sigebert                 | 634 – 656           | –                     | I. Dagobert fia.        |
| II. Klodvig                   | 656 – 657           | 639 – 657             | I. Dagobert fia.        |
| (III.) Childebert             | 657 – 662           | –                     | A Karolingok közé való. |
| III. Chlothar                 | 662                 | 657 – 673             | II. Klodvig fia.        |
| II. Childerich                | 662 – 675           | 673 – 675             | II. Klodvig fia.        |
| III. Klodvig                  | 675 – 676           | –                     | III. Chlothar fia.      |
| II. Dagobert                  | 676 – 679           | –                     | III. Sigebert fia.      |
| III. Theuderich               | 679 – 691           | 675 – 691             | II. Klodvig fia.        |
| IV. Klodvig                   | 691 – 695           | 691 – 695             | III. Theuderich fia.    |
| III. Childebert               | 695 – 711           | 695 – 711             | III. Theuderich fia.    |
| III. Dagobert                 | 711 – 715           | 711 – 715             | III. Childebert fia.    |
| II. Chilperich                | 715 – 717 718 – 721 | 715 – 721             | III. Childerich fia.    |
| IV. Chlothar                  | 717 – 718           | –                     | III. Theuderich fia.    |
| IV. Theuderich                | 721 – 737           | 721 – 737             | III. Dagobert fia.      |
| Frank interregnum (737 – 743) |                     |                       |                         |
| III. Childerich               | 743 – 751           | 743 – 751             | II. Chilperich fia.     |

### Majordomusok (7–8. század)
- A 7. század kezdetétől, de I. Dagobert halála (639) után mindenképpen a valódi hatalmat az egyes királyságokban a királyságok majordomusai (udvarnagyai) birtokolták. A majordomusok a 7. század végétől a későbbi Karoling-ház tagjai voltak (Herstali Pipin: 680–714, Martell Károly: 715–741), míg végül Kis Pipin neustriai majordomus 751-ben meg is fosztotta trónjától az utolsó Meroving árnyékkirályt, III. Childerichet, hogy maga üljön az ország trónjára.

| Majordomus                     | Hivatali ideje |
| ------------------------------ | -------------- |
| Parthemius                     | 548 körül      |
| Gogo                           | c. 567–581     |
| Wandalenus                     | c. 581         |
| Gundulf                        | c. 585–604     |
| Landric                        | c. 604–613     |
| Warnachar                      | 613–617        |
| Hugó                           | 613–617        |
| Landeni Pipin                  | 623–629        |
| a hivatal betöltetlen 629–633  |                |
| Adalgisel                      | 633–639        |
| Landeni Pippin (2x)            | 639–640        |
| Ottó                           | 640–642        |
| I. Grimoald                    | 642–656        |
| Wulfoald                       | 656–680        |
| Herstali Pipin                 | 680–714        |
| Theudoald                      | 714–715        |
| Martell Károly                 | 715–741        |
| Karlmann                       | 741–747        |
| Drogo                          | 741–747        |
| a hivatal betöltetlen 747 után |                |

| Majordomus                     | Hivatali ideje |
| ------------------------------ | -------------- |
| Landric                        | ?–613          |
| Gundoland                      | 613–639        |
| Aega                           | 639–641        |
| Erchinoald                     | 641–658        |
| Ebroin                         | 658–673        |
| Wulfoald                       | 673–675        |
| Leudesius                      | 675–676        |
| Ebroin (2x)                    | 676–680        |
| Waratton                       | 680–682        |
| Gistemar                       | 682            |
| Waratton (2x)                  | 682–686        |
| Berthar                        | 686–688        |
| Herstali Pipin                 | 688–695        |
| II. Grimoald                   | 695–714        |
| Theudoald                      | 714–715        |
| Ragenfrid                      | 715–718        |
| Martell Károly                 | 718–741        |
| Kis Pipin                      | 742–751        |
| a hivatal betöltetlen 751 után |                |

| Majordomus                     | Hivatali ideje |
| ------------------------------ | -------------- |
| I. Warnachar                   | 596–599        |
| Berthoald                      | c. 603–604     |
| Protadius                      | 604–606        |
| Claudius                       | c. 610         |
| Rado                           | 613–617        |
| II. Warnachar                  | 617–626        |
| Godinus                        | 626–627        |
| Brodulf                        | 627–628        |
| a hivatal betöltetlen 628–639  |                |
| Aega                           | 639–641        |
| Flaochad                       | 642            |
| Radobertus                     | 642–662        |
| a hivatal betöltetlen 662–708  |                |
| Drogo                          | 695–708        |
| a hivatal betöltetlen 708 után |                |

## Az egységes Karoling Frank Királyság (751–843)
| Portré                  | Uralkodó                                               | Uralkodott | Megjegyzés             |
| ----------------------- | ------------------------------------------------------ | ---------- | ---------------------- |
| A Karoling-ház királyai |                                                        |            |                        |
|                         | Kis Pipin * 714 † 768. szeptember 24.                  | 751 – 768  |                        |
|                         | I. Karlmann * 751. június 28. † 771. december 4.       | 768 – 771  |                        |
|                         | I. Nagy Károly * 742. április 2. (?) † 814. január 28. | 768 – 814  | 800-tól római császár. |
| –                       | Ifjabb Károly * kb. 772 † 811. december 4.             | 800 – 811  | Társuralkodó.          |
|                         | I. Jámbor Lajos * 778. április 16. † 840. június 20.   | 814 – 840  |                        |

### Frank részkirályságok

#### Aquitánia (781–852)
| Uralkodó                         | Uralkodott                      | Megjegyzés |
| -------------------------------- | ------------------------------- | ---------- |
| A Karoling-ház királyai          |                                 |            |
| Jámbor Lajos (*778. április 16.) | kir.: 781–817, †840. június 20. |            |
| I. Pipin (*797)                  | kir.: 817, †838. december 13.   |            |
| II. Pipin (*823)                 | kir.: 838, tf.: 852, †864/865   |            |

#### Itália (781–843)
| Uralkodó                | Uralkodott                          | Megjegyzés |
| ----------------------- | ----------------------------------- | ---------- |
| A Karoling-ház királyai |                                     |            |
| Pipin (*773 áprilisa)   | kir.: 781, †810. július 8.          |            |
| Bernárd (*797)          | kir.: 810, †818. április 17.        |            |
| I. Lothár (*795)        | kir.: 818–843, †855. szeptember 29. |            |

## A Frank Birodalom végleges felosztása (843–10. század)
Jámbor Lajos fiai a verduni szerződésben (843) felosztották egymás közt a birodalmat.

### Középső Frank Királyság(843–855)
- Félkövér számmal az egyes uralkodók eredeti országrésze van jelölve.

| Uralkodó                | Uralkodott | Megjegyzés        |
| ----------------------- | ---------- | ----------------- |
| A Karoling-ház királyai |            |                   |
| I. Lothár               | 843 – 855  | Jámbor Lajos fia. |

Lothár halála után fiai tovább osztották a középső részt 3 felé:
- Itália
- Lotaringia
- Provence

| Uralkodó                | Itália    | Lotharingia          | Provence  | Megjegyzés                             |
| ----------------------- | --------- | -------------------- | --------- | -------------------------------------- |
| A Karoling-ház királyai |           |                      |           |                                        |
| II. Ifjabb Lajos        | 855 – 875 | –                    | 863 – 875 | 850-től császár.                       |
| II. Lothár              | –         | 855 – 869 felosztják | –         |                                        |
| Provence-i Károly       | –         | –                    | 855 – 863 |                                        |
| II. Kopasz Károly       | 875 – 877 | –                    | 875 – 877 | Nyugati frank király, 875-től császár. |
| Karlmann                | 877 – 879 | –                    | –         | Keleti frank király.                   |
| III. Hebegő Lajos       | –         | –                    | 877 – 879 | Nyugati frank király.                  |
| III. Vastag Károly      | 879 – 887 | –                    | –         | Keleti frank király.                   |
| Zwentibold              | –         | 895 – 900            | –         |                                        |

- Itáliában 887 után megszűnt a frank fennhatóság. További uralkodóit lásd:

- Lotharingiát II. Lothár halála után 2 részre osztották:
  - Nyugati része a Nyugati Frank Királyság, míg
  - Keleti része a Keleti Frank Királyság része lett. Ez utóbbit adta később Arnulf keleti frank király a fiának, Zwentiboldnak. Zwentibold halála után a terület önálló hercegséggé vált:

- Provence-t Provence-i Károly halála után II. (Itáliai) Lajos, majd a nyugati frank királyok kapták meg, de már 879-ben önálló királyság alakult területén:

## Fordítás
- Ez a szócikk részben vagy egészben  a   List of Frankish kings című angol Wikipédia-szócikk fordításán alapul.  Az eredeti cikk szerkesztőit annak laptörténete sorolja fel. Ez a jelzés csupán a megfogalmazás eredetét és a szerzői jogokat jelzi, nem szolgál a cikkben szereplő információk forrásmegjelöléseként.